# Anabrus spokan
Anabrus spokan är en insektsart som beskrevs av Rehn, J.A.G. och Morgan Hebard 1920. Anabrus spokan ingår i släktet Anabrus och familjen vårtbitare. Inga underarter finns listade i Catalogue of Life.